# Kesatuan Melayu Muda
Kesatuan Melayu Muda (KMM) (Jawi : كساتوان ملايو مودا ; « Union des jeunes Malais » en malais), également connu sous le nom de « Union des jeunes Malais », était le pionnier du mouvement politique de gauche et nationaliste en Malaisie britannique. Fondé par Ibrahim Yaacob et Ishak Haji Muhammad, le KMM s'éleva rapidement en tant que mouvement nationaliste de premier plan avant la Seconde Guerre mondiale. Il se distingua par sa position politique de gauche et son inclination à employer des méthodes violentes, marquant ainsi une nette rupture avec les autres mouvements nationalistes malais contemporains.
Le Kesatuan Melayu Muda (KMM), cependant, ne bénéficiait que d'un soutien très limité au sein de la population. En 1945, son effectif était réduit à seulement 60 membres, et son influence se cantonnait à quelques cités. De surcroît, leur position anticolonialiste radicale était fermement condamnée par les autorités britanniques, qui procédèrent à l'arrestation d'Ibrahim et d'autres dirigeants du KMM en 1942. Après la conclusion de la Seconde Guerre mondiale, les membres du KMM fondèrent ultérieurement le Parti Kebangsaan Melayu Malaya, précurseur du Parti Sosialis Rakyat Malaya, du Parti Rakyat Malaysia, et par la suite du Parti Keadilan Rakyat. 

## Fondation et développement
L'idéologie des nationalistes indonésiens se caractérisait par un radicalisme fondamental et une opposition ferme au colonialisme. Les pamphlets du Partai Nasional Indonesia, diffusés localement, encourageaient la désobéissance aux lois britanniques et la résistance active contre la domination coloniale. Ce radicalisme indonésien deviendra par la suite le noyau intellectuel du Kesatuan Melayu Singapura.
Après l'établissement de sa ramification principale à Kuala Lumpur, les maîtres malais, dont une grande partie était issue des rangs du SITC, poursuivirent sans relâche l'extension des tentacules du KMM à travers l'ensemble du territoire malaisien. 

## Activités
Le KMM, ainsi que diverses autres entités malaises, orchestrèrent ultérieurement un congrès malais en août 1939, événement ayant pris place à Kuala Lumpur. Le deuxième de ces rassemblements se tint à Singapour en décembre 1940, tandis qu’un troisième était envisagé à Ipoh en 1941. Néanmoins, cette troisième rencontre ne se réalisa point, la raison en étant l’occupation japonaise qui s'abattit sur la région.
L'approche de la Seconde Guerre mondiale, le KMM, sous la houlette d'Ibrahim Yaacob et de ses collaborateurs, oeuvrait activement à la diffusion de sentiments antibrutiques dans la région. Ces derniers bénéficiaient du soutien discret des Japonais, qui apportèrent une aide précieuse, notamment en finançant l'acquisition par Ibrahim Yaacob d'une publication malaisienne influente, Warta Malaya, à Singapour. Cette opération visait à accroître l'influence et la portée des idées du KMM. Dès 1941, les autorités britanniques commencèrent à surveiller de près les activités du mouvement, qu'elles considéraient comme relevant d'une mouvance extrémiste de gauche, susceptible de déstabiliser la domination coloniale britannique en Asie du Sud-Est. Au terme de l'année, une répression féroce s'abattit sur les dirigeants du KMM. Ibrahim Yaacob, Ishak Muhammad et nombre de leurs complices furent arrêtés et emprisonnés, ce qui porta un coup décisif à l'organisation. 
Pendant la campagne de Malaisie, le KMM se rangea parmi les multiples organisations qui prêtaient leur soutien aux forces japonaises, convaincus que ces dernières offriraient à la Malaisie l'indépendance promise. À travers des activités de cinquième colonne, le KMM apporta son aide active aux Japonais, une position résolument pro-japonaise et anti-britannique qui rapprocha cette organisation des forces impériales nippones. Les membres du KMM, auparavant emprisonnés par les autorités britanniques, furent libérés par les Japonais lors de leur occupation. En janvier 1942, le KMM formula la première demande d'indépendance malaisienne à l'échelle nationale, enjoignant les Japonais de respecter leur promesse. Cependant, cette requête se heurta à un rejet catégorique de la part des autorités japonaises. Il est à noter que celles-ci étaient parfaitement conscientes des liens entre le KMM, le Parti communiste malais et l'Armée populaire antijaponaise malaise, ce qui précipita la dissolution du KMM. En lieu et place de cette organisation, fut créée l'Armée des volontaires malais, avec Ibrahim Yaacob nommé à sa tête en qualité de commandant en chef, portant le grade de lieutenant-colonel. Bien que le KMM fût contraint à la dissolution, les Japonais n’arrêtèrent pas ses membres, car ces derniers jouaient un rôle crucial dans les relations avec les Malais, une mission que les membres du KMM continuaient d’assurer. 
Avec la reddition du Japon en 1945, les anciens responsables du KMM devinrent le fer de lance des mouvements politiques émergents, tels que le Parti Kebangsaan Melayu Malaya, l'Angkatan Pemuda Insaf et l'Angkatan Wanita Sedar,,.   